# Провендарии
Провендарии (лат. provendarii) — безземельные зависимые жители феодального поместья в Западной Европе эпохи феодализма, которые за своё содержание выполняли различные работы. Название термина происходит от provenda, или prebenda — «ежедневное продуктовое довольствие». Сведения о статусе данной категории содержатся во франкских источниках, в частности в капитуляриях, полиптиках. Относились к категории homines nostri или familia nostra («наши слуги»). Согласно «Статутам Адаларда», хозяйственному уставу такого крупного монастыря как Корвейский, число монахов и других «нахлебников» в нём колебалось от 300 до 400 человек, а провендариев насчитывалось около 150. Близкими к ним по социальному статусу были рабы-сервы, которые также находились в зависимости от феодала, но их можно было купить, продать. В грамоте Генриха III от 1056 года приведён список отдельных категорий слуг-провендариев (servientes, prebendarii). По своему статусу они находились ниже министериалов, но их положение могло быть лучше сервов. Провендарии служили на кухне, в бане, ловили рыбу и т. п.